# Salvador Gabriel Del Río Angelis
Salvador Gabriel del Río Angelis, (nascut el 2 d'octubre de 1976), és un jugador d'escacs espanyol nascut a l'Argentina. Té el títol de Gran Mestre Internacional des de 2002.
A la llista d'Elo de la FIDE de l'abril de 2022, hi tenia un Elo de 2452 punts, cosa que en feia el jugador número 42 (en actiu) de l'estat espanyol. El seu màxim Elo va ser de 2560 punts, a la llista de juliol de 2009 (posició 371 al rànquing mundial).

## Resultats destacats en competició
Va guanyar el Campionat d'Espanya juvenil en dues ocasions, els anys 1994 i 1996, i en fou subcampió en l'edició de 1995. El 1997, fou cinquè al Torneig Internacional de Lleó amb 4½/9 punts (el campió fou Julio Granda).
Ha estat subcampió d'Espanya absolut els anys 2003 (rere Óscar de la Riva) i 2006 (rere Francisco Vallejo Pons, qui el va superar a la final per un marcador de 1½-½). El 2006 es va imposar en el Campionat d'Espanya d'escacs ràpids, a Pontevedra, empatat a punts amb el segon, David Lariño. El 2007 empatà al primer lloc, tot i que fou segon per desempat, al Torneig Obert "Villa de Navalmoral 2007" a Extremadura, rere Julio Granda i per davant de Hichem Hamdouchi. El mateix any empatà als llocs 1r-3r, i fou tercer per desempat, al 25è Obert Internacional d'Andorra (30 de juny – 8 de juliol de 2007), un fort torneig amb 101 jugadors (el campió fou Maksim Rodshtein).
El 2009 fou 2n al Torneig Internacional Ciudad de La Laguna, a La Laguna, Tenerife, rere Julio Granda. També el 2009 empatà amb Renier Vázquez al 2n-3r lloc al torneig de Parla (el campió fou Ievgueni Gléizerov). El gener de 2010, obtingué un molt bon resultat en empatar als llocs 4t-8è al fort World Chess Open (d'escacs ràpids) a León (el campió fou Michał Krasenkow). El desembre de 2011 fou segon al Campionat d'Espanya d'escacs ràpids celebrat a Barcelona (el campió fou Ibraguim Khamrakúlov).
El maig de 2013 fou campió de l'Obert Llucmajor, amb 7 de 9 punts, per davant del búlgar Vladimir Petkov i l'ucraïnès Stanislav Sàvtxenko. El setembre de 2014 participà en el campionat d'Espanya absolut, a Linares, en el que fou el torneig d'aquest tipus més fort de la història, i hi empatà al segon lloc amb tres jugadors més (el campió fou Paco Vallejo). El desembre del 2014 fou segon al VIII Open Internacional "Stadium Casablanca" que es va disputar a Saragossa (el campió fou Pere Garriga).
El juliol de 2015 guanyà el XXIII Obert Ciutat de Montcada per segon cop a la seva carrera (la seva victòria anterior havia estat el 2011).
El juliol de 2016 fou campió de la novena edició de l'Obert Internacional Villa de Bilbao on hi hagué 120 participants.
L'agost de 2018 es proclamà Campió d'Espanya absolut a Linares, amb 7 punts, superant per desempat Pepe Cuenca, Hipòlit Asís Gargatagli i Levan Aroshidze.